# Diásporo
Se procura um propágulo vegetal adaptado à dispersão a longa distância, veja Diásporo (botânica).

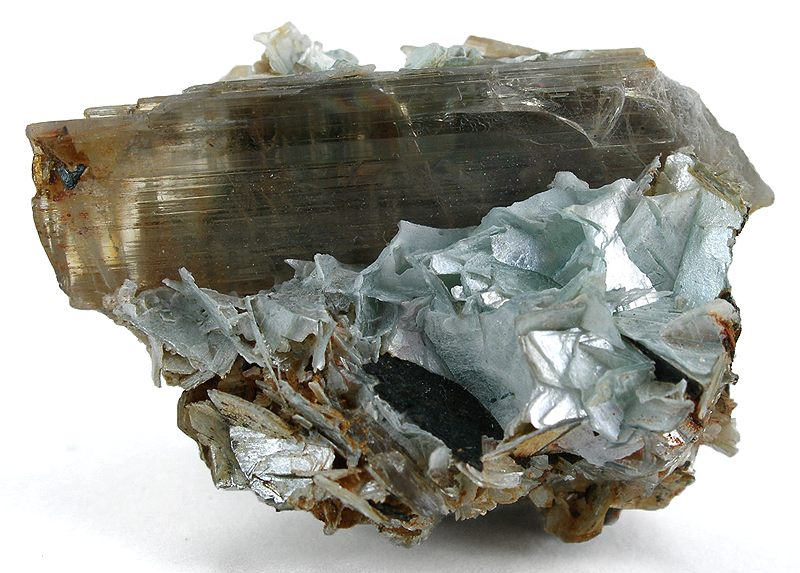

Diásporo também identificado como Diaspore é um mineral de origem hidrotermal. 

## Nome
O mineral foi nomeado em 1801 pelo mineralogista francês René Just Haüy (1743-1822), do grego διασπείρειυ, em alusão à decrepitação usual quando levado a chama de maçarico.

## Ocorrência
Em geral sua ocorrência está associada aos também minerais coríndon, magnetita, margarita, cloritóide, espinélio, clorita, gibbsita, bohmita, sillimanita, lepidocrocita, hematita, caulinita ou halloysita.